# Eugen Scotoni
Eugen Scotoni (* 29. Juli 1873 in Wien; † 29. Mai 1961) war ein einflussreicher  Schweizer Unternehmer in der Bau- und Filmbranche.
Eugen Scotoni stammte aus einer österreichischen Bauhandwerkerfamilie, die sich 1889 in Zürich niederliess. Er arbeitete zunächst im Betrieb seiner Eltern und gründete 1893 sein eigenes Unternehmen. Durch den Bau von Kinosälen gelang ihm der Einstieg ins Filmgeschäft. So gehörten das Kino Apollo Cinerama in Zürich sowie die Metropole-Kinos in Zürich und Lausanne zu seinem Unternehmen. Von 1931 bis 1935 kontrollierte er mit der Terra Film AG in Berlin eine der grössten Filmproduktionsgesellschaften des Deutschen Reichs. Er gründete mit seinen Kindern die Scotoni-Gassmann Stiftung, mit dem Zweck bedürftigen, vor allem kinderreichen Familien, betagten Personen sowie jungen Studenten und Lehrlingen die Miete von Wohnungen zu erleichtern.
Eugen Scotoni war mit Angelina Gassmann (1877–1953) verheiratet. Das Paar hatte acht Kinder, von denen Ralph Scotoni, Edwin Scotoni und Anton Eric Scotoni für das Unternehmen ihres Vaters arbeiteten. Eugen Scotoni wurde 1906 in Zürich eingebürgert. Stammsitz der Familie war die 1915 fertiggestellte Villa in Zürich-Oerlikon.